# 维桥乡
维桥乡，原为中华人民共和国江苏省淮安市盱眙县下辖的一个乡镇级行政单位，2018年撤消，并入穆店镇。

## 行政区划
维桥乡原下辖以下地区：
大桥社区、桥东村、桃园村、大圣村、车棚村、维才村和永华村。